# Dolina Geiserow

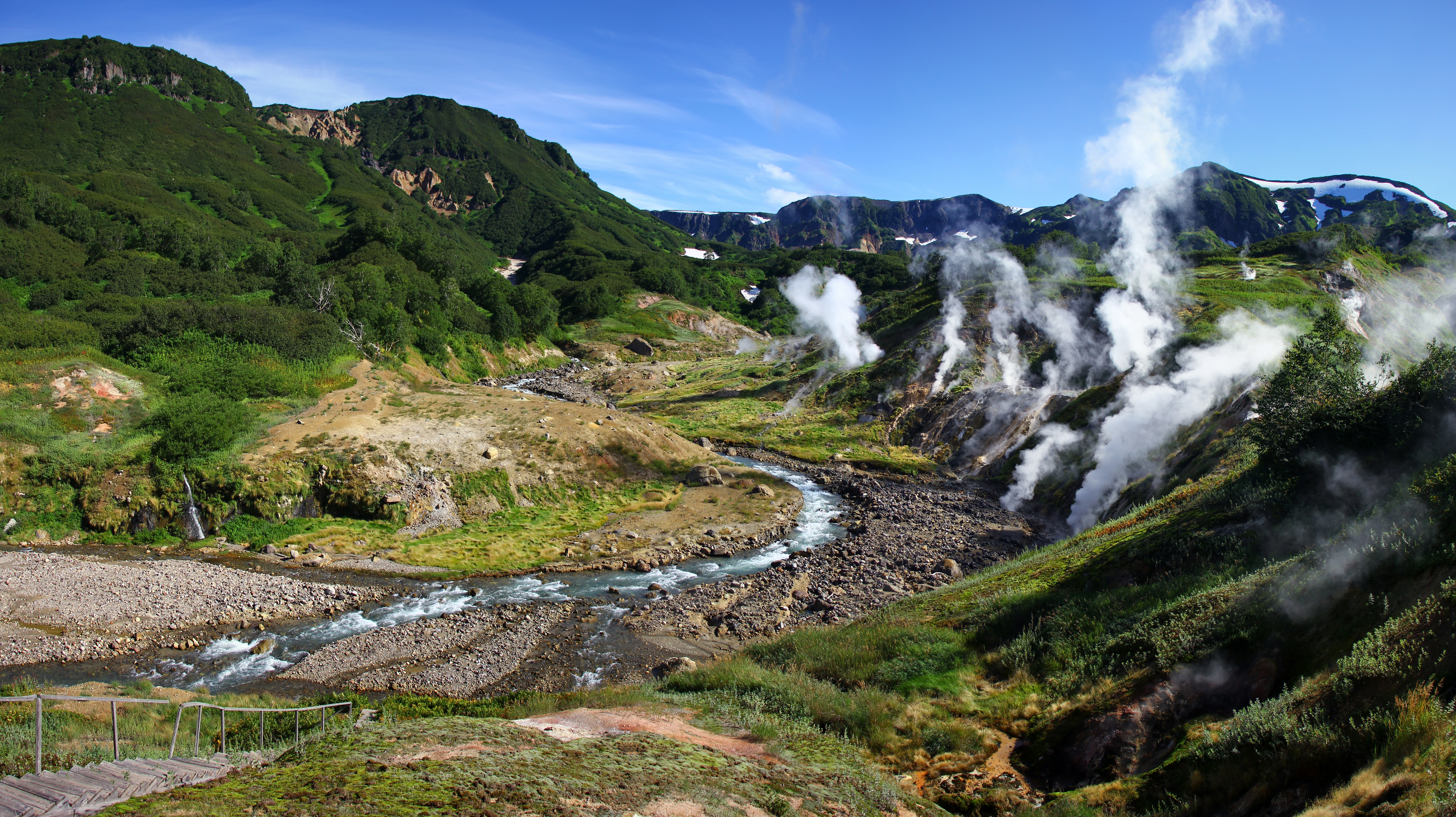
Das Tal der Geysire (2018)

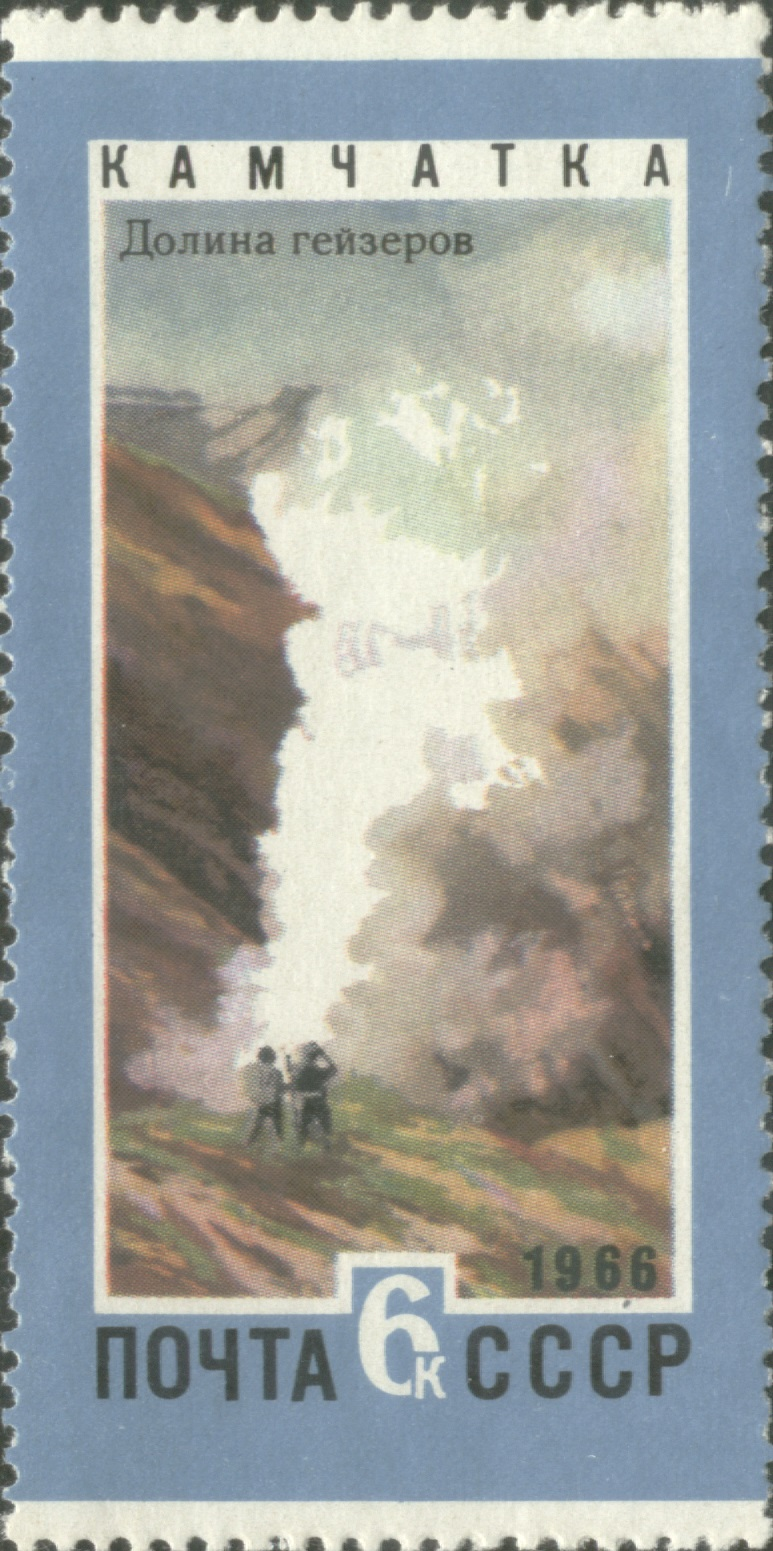
Briefmarke der UdSSR von 1966 mit dem Tal als Motiv

Dolina Geiserow (russisch Долина гейзеров, das Tal der Geysire) ist das einzige Geysirfeld in Asien und die zweitgrößte Konzentration von Geysiren weltweit. Es liegt auf der Halbinsel Kamtschatka im Fernen Osten Russlands. Das 6 km lange Tal weist etwa 90 Geysire und viele heiße Quellen auf – vor allem auf der linken Uferseite des Flusses Geisernaja, in den warmes Wasser aus dem relativ jungen Stratovulkan Kichpinytsch (russisch Кихпиныч) fließt. Das Tal ist Teil des Nationalen Kronozki-Biosphärenreservats Kamtschatka, das zum UNESCO-Welterbe „Vulkane von Kamtschatka“ gehört. Das Tal ist nur mit dem Hubschrauber zu erreichen.

## Forschungsgeschichte
Die Geysire wurden 1941 von der Wissenschaftlerin Tatjana Ustinowa entdeckt. Sie veröffentlichte ihre Entdeckung 14 Jahre später, das Gebiet blieb jedoch bis 1972 relativ unerforscht. Eine systematische Sichtung wurde Mitte der 1970er Jahre begonnen. 1990 wurde ein automatisches Beobachtungssystem installiert. Der große Geysir Welikan (russisch Великан, Riese), der eine Höhe bis 40 m erreicht, ist einer von über 30 Geysiren, denen ein Name gegeben wurde. In den 1980er Jahren bewarb man das Gebiet als Touristenziel innerhalb Russlands. Ausländische Touristen dürfen seit 1991 in das Tal. Etwa 3.000 Touristen besuchten es jährlich. Die russische Regierung hat Zugangsregeln zum Gebiet erlassen: „Sperrzone zur Erforschung und zum Schutz von Flora, Fauna und Geologie“. Ein Touristenführer ist vorgeschrieben, um als Tourist das Gebiet betreten zu dürfen.

## Beschädigung durch eine Schlammlawine
Am 3. Juni 2007 verschüttete eine große Schlammlawine zwei Drittel des Tales. Das World Heritage Centre drückte seine Trauer über das Ereignis aus. „Es ist tragisch für die Menschheit, dass wir eines der größten Naturwunder der Welt verloren haben“, kommentierte der Sprecher des World Wildlife Fund. Am 5. Juni wurde die Bildung eines Thermalsees im Tal beobachtet. Die Ausdehnung der Zerstörung ist noch unklar, doch ist es möglich, dass sie weit geringer ist, als anfänglich behauptet. Der besonders große Geysir Welikan, einer der größten des Feldes, war nach dem Abgang der Schlammlawine noch aktiv.
Im Jahr 2014 kam es erneut zu einer großen Schlammlawine. Wieder wurden Teile des Tales verschüttet, darunter auch der große Geysir Welikan. Durch den Schlamm, den beide Lawinen mit sich führten, hat sich mittlerweile eine lebhafte Vegetation entwickelt. Das Tal befindet sich im ständigen Wandel und viele Geysire sind weiter und wieder aktiv (Stand: 2021), unter anderem auch der Geysir Bolshoy.